# Knud-Erik Therkelsen
Knud-Erik Therkelsen (født 10. december 1953 i Ring  Sogn) har været generalsekretær for Grænseforeningen 2004-2022 og før dette bl.a. højskoleforstander for Højskolen Østersøen i Aabenraa.
Knud-Erik Therkelsen var i perioden 1993 til 2003 den første forstander på Højskolen Østersøen. Den blev indrettet i det tidligere Hotel Hvide Hus ved Aabenraa Fjord. Skolens fokus var det dansk-tyske naboskab og sprogtilegnelse, og i sin egenskab som forstander blev Knud-Erik Therkelsen involveret i det dansk-tyske spørgsmål og i arbejdet med kulturforskelle og -ligheder i grænselandet.
I 2004 udnævntes han til generalsekretær for Grænseforeningen og dannede siden 2005 parløb med foreningens formand, Finn Slumstrup, om at udvikle og lede foreningen under overskriften "For en åben danskhed". Fra 11. maj 2014 blev Mette Bock Grænseforeningens formand; men da hun blev minister, efterfulgtes hun af Jens Andresen og efter ham Peter Skov-Jakobsen. Therkelsen gik på pension som generalsekretær 1. marts 2022. 
Knud-Erik Therkelsen voksede op i Aale mellem Horsens og Give og er uddannet lærer fra Esbjerg Seminarium 1979. Lærer på Sct. Nikolaj Skole, Esbjerg, 1979-1983, højskolelærer på Rønshoved Højskole 1983-1991, konsulent for voksenundervisning og folkeoplysning i Kulturministeriet 1991-1992, forstander for Højskolen Østersøen i Aabenraa 1992-2003 og generalsekretær for Grænseforeningen 2004-2022.
Han er bosat på Frederiksberg. Gift og har 4 børn og 5 børnebørn. 